# Sistan och Baluchistan
Sistan och Baluchistan (persiska: سيستان و بلوچستان, Sistan va Baluchestan) är en provins i sydöstra Iran. Den har 2 775 014 invånare (2016), på en yta av 181 785km². Administrativ huvudort är Zahedan. Andra större städer är Iranshahr och Zabol.
Provinsen gränsar i syd till Omanviken, i öst Pakistan, i norr Afghanistan och provinsen Sydkhorasan och i väst provinserna Kerman och Hormozgan. Den är till ytan den största provinsen i landet.
Det har förekommit strider och bombningar i området. En sunnitisk grupp som kallar sig för Folkets motståndsrörelse i Iran (tidigare Jundallah) har utfört attentat mot regeringens styrkor. Grupperingen anser att de kämpar mot orättvisan sunniter får uppleva i landet. Majoriteten i Iran är shiiter. Regeringen i Iran påstår att Jundallah stöttas av bland annat USA och al-Qaida.

## Administrativ indelning
Provinsen Sistan och Baluchistan var vid folkräkningen 2016 indelad i 19 delprovinser (shahrestan), i sin tur indelade på ytterligare administrativa nivåer.
- Chabahar
- Dalgan
- Fanuj
- Hamun
- Hirmand
- Iranshahr
- Khash
- Konarak
- Mehrestan
- Mirjaveh
- Nikshahr
- Nimruz
- Qasr-e Qand
- Saravan
- Sarbaz
- Sib och Suran
- Zabol
- Zahak
- Zahedan